# Graaff-reineti Köztársaság
A Graaff-reineti Köztársaság (hollandul: Republiek van Graaff-Reinet) Fokföldön 1795 és 1796 között létezett holland állam volt, székhelye pedig Graaff-Reinet városában volt. Az első búr köztársaságként tartják számon, bár ekkoriban még kevésbé beszélhetünk valódi búr identitásról.
Graaff-Reinet és a környező települések holland lakosságának már korábban is feszült volt a viszonya a Holland Kelet-indiai Társasággal. Hollandia francia megszállása és a társaság várható megszűnése miatt az itteni hollandok attól tartottak, hogy angol vagy francia fennhatóság alá kerülnek, ezért 1795. február 6-án döntés született a függetlenség kikiáltásáról. Az ideiglenes kormány élére Adriaan van Jaarsveldet választották, akit megtettek a helyi haditanács elnökévé is. Az új állam adoptálta a holland zászlót, hogy az emberek jelezzék nem a társaság az ura a földjüknek, ugyanakkor hűségüket így kívánták kifejezni az anyanemzet felé.
Júniusban Swellendam lakossága is követte Graaff-Reinet példáját, s kikiáltotta a Swellendami Köztársaságot.
Az állam megerősítésére Hollandiából 9 hadihajót és 2000 tengerészgyalogost vezényeltek ki. Az angolok még az év szeptemberében megszállták Swellendamot. Graaff-Reinet csak 1796. augusztus 22-én került a megszállásuk alá. A brit adminisztráció visszaintegrálta mindkét köztársaságot Fokföldhöz, amely később is a fennhatóságuk alatt maradt. 1799-ben van Jaarsveldet váltóhamisítás miatt letartóztatták, ez a nevéhez fűződő – az angolok elleni – sikertelen felkeléshez vezetett.

## Fordítás
- Ez a szócikk részben vagy egészben  a   Republik Graaff-Reinet című német Wikipédia-szócikk fordításán alapul.  Az eredeti cikk szerkesztőit annak laptörténete sorolja fel. Ez a jelzés csupán a megfogalmazás eredetét és a szerzői jogokat jelzi, nem szolgál a cikkben szereplő információk forrásmegjelöléseként.